# Karabelivka, Teplîk
Karabelivka (în ucraineană Карабелівка) este un sat în comuna Stepanivka din raionul Teplîk, regiunea Vinnița, Ucraina.

## Demografie
Componența lingvistică a localității Karabelivka
     Ucraineană (99,05%)
     Alte limbi (0,79%)
Conform recensământului din 2001, majoritatea populației localității Karabelivka era vorbitoare de ucraineană (99,05%), existând în minoritate și vorbitori de alte limbi.